# Lauro (album)
Pour les articles homonymes, voir Lauro (homonymie).
 (octobre 2021).
La mise en forme du texte ne suit pas les recommandations de Wikipédia : il faut le « wikifier ».
Les points d'amélioration suivants sont les cas les plus fréquents. Le détail des points à revoir est peut-être précisé sur la page de discussion.
- Les titres sont pré-formatés par le logiciel. Ils ne sont ni en capitales, ni en gras.
- Le texte ne doit pas être écrit en capitales (les noms de famille non plus), ni en gras, ni en italique, ni en « petit »…
- Le gras n'est utilisé que pour surligner le titre de l'article dans l'introduction, une seule fois.
- L'italique est rarement utilisé : mots en langue étrangère, titres d'œuvres, noms de bateaux, etc.
- Les citations ne sont pas en italique mais en corps de texte normal. Elles sont entourées par des guillemets français : « et ».
- Les listes à puces sont à éviter, des paragraphes rédigés étant largement préférés. Les tableaux sont à réserver à la présentation de données structurées (résultats, etc.).
- Les appels de note de bas de page (petits chiffres en exposant, introduits par l'outil «  Source ») sont à placer entre la fin de phrase et le point final[comme ça].
- Les liens internes (vers d'autres articles de Wikipédia) sont à choisir avec parcimonie. Créez des liens vers des articles approfondissant le sujet. Les termes génériques sans rapport avec le sujet sont à éviter, ainsi que les répétitions de liens vers un même terme.
- Les liens externes sont à placer uniquement dans une section « Liens externes », à la fin de l'article. Ces liens sont à choisir avec parcimonie suivant les règles définies. Si un lien sert de source à l'article, son insertion dans le texte est à faire par les notes de bas de page.
- La présentation des références doit suivre les conventions bibliographiques. Il est recommandé d'utiliser les modèles {{Ouvrage}}, {{Chapitre}}, {{Article}}, {{Lien web}} et/ou {{Bibliographie}}. Le mode d'édition visuel peut mettre en forme automatiquement les références.
- Insérer une infobox (cadre d'informations à droite) n'est pas obligatoire pour parachever la mise en page.

Pour une aide détaillée, merci de consulter Aide:Wikification.
Si vous pensez que ces points ont été résolus, vous pouvez retirer ce bandeau et améliorer la mise en forme d'un autre article.
 (octobre 2021).
Lauro,est le sixième album studio de l'Italie auteur- compositeur-interprète italien Achille Lauro, sorti le 16 avril 2021 par la maison de disques Warner Music.
Le 11/10/2021, l'album a été certifié disque d'or.

## Pistes

### Édition standard
1. Prequel – 0:31 (musique: Mattia Cutolo, Matteo Ciceroni, Gregorio Calculli)
2. Solo noi – 4:31 (musique: Matteo Ciceroni, Gregorio Calculli, Daniele Dezi, Daniele Mungai)
3. Latte+ – 3:11 (musique: Mattia Cutolo, Matteo Ciceronii, Gregorio Calculli, Daniele Dezi)
4. Marilù – 4:10 (musique: Daniele Dezi, Daniele Mungai, Gregorio Calculli)
5. Lauro – 3:32 (musique: Daniele Dezi, Daniele Mungai, Matteo Ciceroni)
6. Come me – 3:33 (musique: Daniele Dezi, Daniele Mungai, Matteo Ciceroni)
7. Femmina – 2:56 (musique: Daniele Dezi, Daniele Mungai)
8. A un passo da Dio – 3:42 (musique: Daniele Dezi, Daniele Mungai)
9. Generazione X – 2:39 (musique: Daniele Dezi, Daniele Mungai, Gregorio Calculli)
10. Barrilete cosmico – 3:36 (musique: Matteo Ciceroni, Gregorio Calculli, Daniele Dezi, Daniele Mungai)
11. Pavone – 2:53 (musique: Gregorio Calculli, Daniele Dezi, Daniele Mungai)
12. Stupide canzoni d’amore – 3:05 (musique: Matteo Ciceroni, Daniele Dezi)
13. Sabato sera – 3:50 (musique: Daniele Dezi, Daniele Mungai, Gregorio Calculli)

### Édition deluxe
1. Lettera del mondo all'umanità – 1:08 (musique: Mattia Cutolo, Matteo Ciceroni)
2. Prequel – 0:31 (musique: Mattia Cutolo, Matteo Ciceroni, Gregorio Calculli)
3. Solo noi – 4:31 (musique: Matteo Ciceronii, Gregorio Calculli, Daniele Dezi, Daniele Mungai)
4. Dio benedica chi è – 0:51 (musique: Matteo Ciceroni, Gregorio Calculli)
5. Latte+ – 3:11 (musique: Mattia Cutolo, Matteo Ciceroni, Gregorio Calculli, Daniele Dezi)
6. Marilù – 4:10 (musique: Daniele Dezi, Daniele Mungai, Gregorio Calculli)
7. Dio benedica chi gode – 0:44 (musique: Matteo Ciceroni, Gregorio Calculli)
8. Lauro – 3:31 (musique: Daniele Dezi, Daniele Mungai, Matteo Ciceroni)
9. Dio benedica gli incompresi – 0:39 (musique: Matteo Ciceroni, Gregorio Calculli)
10. Come me – 3:33 (musique: Daniele Dezi, Daniele Mungai, Matteo Ciceronii)
11. Femmina – 2:56 (musique: Daniele Dezi, Daniele Mungai)
12. A un passo da Dio – 3:42 (musique: Daniele Dezi, Daniele Mungai)
13. Dio benedica chi se ne frega – 0:49 (musique: Matteo Ciceroni, Gregorio Calculli)
14. Generazione X – 2:39 (musique: Daniele Dezi, Daniele Mungai, Gregorio Calculli)
15. Barrilete cosmico – 3:36 (musique: Matteo Ciceroni, Gregorio Calculli, Daniele Dezi, Daniele Mungai)
16. Pavone – 2:53 (musique: Gregorio Calculli, Daniele Dezi, Daniele Mungai)
17. Stupide canzoni d’amore – 3:05 (musique: Matteo Ciceroni, Daniele Dezi)
18. Sabato sera – 3:50 (musique: Daniele Dezi, Daniele Mungai, Gregorio Calculli)
19. Dio benedica solo noi, esseri umani – 1:08 (musique: Matteo Ciceroni, Gregorio Calculli)

| Classement (2021) | Meilleure position |
| ----------------- | ------------------ |
| Italie            | 1                  |